# Граматика арапског језика
Арапски језик (العربية) је семитски језик и стога је његова граматика доста слична другим семитским језицима. Носиоци основног значења јесу консонанти, док вокали имају помоћну улогу у грађењу одређених речи. Вокалима се указује на модификацију основног значења речи, њених граматичких категорија итд. Арапско писмо спада међу најзначајнија и најраспрострањенија светска писма, одмах после латинице. Употребљава се у земљама исламског цивилизацијског наслеђа, од средње Азије, преко северне и Централне Африке и у једном периоду у неким деловима Европе.

## Историја
Колевком арапског писма сматра се област Хиџаза и Неџда, део у средишњости Арабљанског полуострва. Ова област је била насељена многобројним племенима која су за време настанка ислама живела у пустињама номадским начином живота. Трагове арапског језика налазимо још у асирским изворима из 9. века пре нове ере, затим у арамејско-набатејским списима у којима има и лексичких и семантичких арабизама. Класични арапски језик настаје у 5. веку а јасније облике добија у 6. веку. Најважнији моменат за овај језик је свакако појава ислама у 7. веку и његово ширење у Азији и Африци.
Идентитет најстаријег арапског граматичара је споран, а неки извори наводе да је то Абу Ал-Асвад Ал-Дуали (أبو الأسود الدؤلي‎ ), који је основао дијакритичке знаке и вокале за арапски језик. Школе у Басри и Куфи развијале су граматичка правила са брзим растом ислама. Из школе у Басри потичу два представника важна за ову област: Ал-Кхалил Ибн Ахмад Ал-Фарахиди (الخليل بن أحمد الفراهيدي‎ ), аутор је првог арапског речника, а његов ученик Сибавајх је написао прву књигу о теоријама арапске граматике.

## Фонологија
Основна идеја арапског алфабета почива на принципу да једном гласу одговара један графем. Класични арапски има 28 сугласника (фонеме), укључујући и два полу-вокала, који чине арапско писмо. Такође поседује и шест вокала (три кратка вокала и три дуга вокала). Они се појављују као различите алофоне, у зависности од претходног сугласника. Кратки вокали нису обично заступљени у писаном језику, иако могу бити означени дијакритичким знацима. Најраспрострањенији облик писма је курзивни, који се одликује облим словима. Он се назива несих/несхи писмо. Оно је данас преовлађујући облик писма у арапском свету.
Основне карактеристике арапског писма су:
1. бележење консонаната и само делимично вокала (дугих)
2. слова имају више облика у којима се појављују, тј. различите позиционе варијанте које зависе од њиховог места у речи
3. пише се здесна налево
4. везивање слова, с изузетком неколико слова који се не везују улево
5. постојање едрих слова (везују се само са десне стране)
6. одсуство великих и малих слова
7. непостојање разлике између писаних и штампаних слова
8. писање знака за подвостручење слова (тешдид)
9. недељење речи на крају реда

## Диглосија
Диглосија је појава у којој заједница говорника употребљава паралелно две битно различите варијанте истог језика, у зависности од комуникацијског контекста. Диглосија је појава која захвата читаву заједницу, а двојезичност (билингвизам) индивидуална је појава. За цео говорни простор арапског језика карактеристична је диглосија. У арапском језику са једне стране стоји књижевни арапски језик, изведен из класичног (الفُصْحَى), а са друге стране је језик свакодневног усменог говора (العَامِيَة), конкретизован у форми регионалних дијалеката. Арапима је матерњи језик управо тај дијалекат, док тај књижевни арапски уче процесом образовања и школовања. Поред ова два, у говорној пракси јављају се бројни прелазни варијетети који представљају својеврсну функционалну мешавину стандардног варијетета и двају говора у контакту.
Све речи у семитским језицима деле се на: глаголе, имена и честице.

## Глаголи
Глаголску основу арапског језика чине три консонанта, односно радикала. Постоје и глаголи са четири или више радикала али су они ређи и нетипични за арапски језик. Основним обликом арапског глагола у граматици сматра се облик трећег лица једнине мушког рода перфекта. Пошто се овај облик узима и као име глагола, они се сходно томе у речницима алфабетски ређају према трећем лицу једнине мушког рода перфекта. Може се рећи да ова основна форма одговара инфинитиву српског језика. 
Арапски глаголи немају основне временске облике који би одговарали нашем прошлом, садашњем и будућем времену, већ се глагол јавља у два вида, свршеном и несвршеном, односно у перфекту и имперфекту. За арапски језик при конјугацији карактеристични су посебни облици за мушки и женски род у већини лица као и постојање дуала (двојине). Перфекат се гради наставцима (суфиксима) који се додају на глаголску основу уз претходно отклањање вокала са трећег консонанта. Имперфекат се гради додавањем префикса и суфикса. Код трорадикалних глагола за грађење имперфекта за првим консонантом не следи кратки вокал већ он носи сукун, док је други консонант вокализован тзв. карактеристичним имперфекатским вокалом. 
Први и трећи коренски сугласници трорадикалног глагола у основном облику увек су вокализовани кратким вокалом "a", док на другом радикалу могу потенционално стајати сва три вокала "а", "и" и "у", па се овај средњи вокал сматра карактеристичним перфекатским вокалом, на основу којег се разликују три типа глагола у перфекту:
1. فَعَلَ (fa'ala) - изражавају активно дејство и могу бити прелазни
2. فَعِلَ (fa'ila) - изражавају активно стање и могу бити прелазни
3. فَعُلَ (fa'ula) - изражавају стално стање или особину, увек су непрелазни

### Глаголске врсте
Основна форма арапског глагола може се проширивати удвајањем једног од консонанта, продужавањем неког од вокала, додавањем префикса, уметањем инфикса или комбинацијом поменутих могућности. Глагол у свом основном облику је истовремено у првој глаголској врсти. Почевши од прве глаголске врсте изводе се проширене глаголске врсте са различитим карактеристичним значењима. у арапском језику има 15 глаголских врста од којих се највише користи првих 10.
| Глаголска врста | Перфекат  | Значење                            | Имперфекат  | Значење                           |
| --------------- | --------- | ---------------------------------- | ----------- | --------------------------------- |
| I               | kataba    | он је писао (писати)               | yaktubu     | он пише                           |
| II              | kattaba   | он је учинио да (неко) пише        | yukattibu   | он чини да неко пише              |
| III             | kātaba    | дописивао се са, писао (некоме)    | yukātibu    | дописује се са, пише (некоме)     |
| IV              | ʾaktaba   | диктирао је                        | yuktibu     | диктира                           |
| V               | takattaba | формирао се                        | yatakattabu | формира се                        |
| VI              | takātaba  | дописивао се (са неким, међусобно) | yatakātabu  | дописује се (са неким, међусобно) |
| VII             | inkataba  | он је био написан                  | yankatibu   | он бива написан                   |
| VIII            | iktataba  | преписивао је                      | yaktatibu   | преписује                         |
| IX              | iḥmarra   | поцрвенео је                       | yaḥmarru    | бива црвен                        |
| X               | istaktaba | питао је (некога) да напише        | yastaktibu  | пита (некога) да напише           |

- I - основно значење глагола
- II - интензитет и учесталост радње; каузалност; декларативност
- III - конативност (директно усмеравање ка одређеном објекту дејства)
- IV - каузалност; декларативност
- V - рефлексив одговарајућег глагола II врсте
- VI - реципроцитет; симулирање радње
- VII - рефлексив I или II врсте
- VIII - рефлексивно-пасивни
- IX - стицање или поседовање извесног својства
- X - рефлексив тј. медиопасив IV врсте; конативност

### Неправилни глаголи
У арапском језику постоје и неправилни глаголи који се деле на: подвостручене, хамзиране глаголе, полуправилне, шупље и крње.
Подвостручени глаголи су глаголи чији облици имају исти други и трећи радикал при чему долази до удвајања, односно асимилације ових двају идентичних радикала што доводи до подвостручености консонанта у појединим облицима. Док је за друге облике својствена раздвојеност другог и трећег радикала. До асимилације другог и трећег радикала долази у облицима у којима иза трећег консонанта следи кратак вокал.
Хамзирани глаголи су они који на месту једеног од радикала имају хамзу. Специфичност ових глагола је условљена положајем слова хамзе у фонолошком и фонетском систему арапског језика. У фонолошком погледу хамза је део консонантског система, што доводи до потребе њеног записивања у писаној форми. Да би се тумачиле особености ових глагола неопходно је познавање правописа слова хамзе.
Полуправилни глаголи су они глаголи изведени од корена код којих се на месту првог радикала налазе полувокали و или ي (w или y). Постоје две врсте ових глагола: они код којих је први радикал و (w) и они код којих је први вокал ي (y). Код ових глагола сви облици перфекатске конјугације су правилни јер се за перфекат користе само суфикси.
Шупљи глаголи јесу они који су изведени од трорадикалног корена, код којих се на месту другог радикала налазе полувокали و или ي. За конјугацију ових глагола и извођење њихових облика важно је познавати закон о скраћивању вокала у затвореном слогу. Императив шупљих глагола образује се без карактеристичног префикса, то јест без протетичке хамзе.
Крњи глаголи на месту трећег радикала имају слабе консонанте و или ي.

### Глаголска именица
Глаголска именица или масдар је специфичан облик са глаголским и именским својствима. Најчешће се одређује као глаголска именица. Често се назива и арапским инфинитивом, јер део њених функција одговара инфинитиву у српском и многим другим индоевропским језицима. Сваки трорадикални глагол има један или више масдара. Што се тиче морфологије, масдар је именица са именским атрибутима, док значење може да ми буде и именско и глаголско. Када су масдари прелазног глагола и његов директни објекат један поред другог, без обзира на глаголско значење једне од њих, објекат не стоји у акузативу, већ са масдаром образује генитивну везу у којој је на месту ректума. Масдари се доста употребљавају као лични глаголски облик у објекатским реченицама, изричним, намерним и временским. Овако употребљен масдар еквивалентан је нашем инфинитиву. Постоји и велики број потпуно поименичених масдара који се понашају као самосталне именице.

### Партицип активни
Означава вршиоца радње без обзира на њен временски аспекат. По облику је именска реч, а значење му је глаголско. Партицип активни се у многим случајевима и означава као именица, тј. поименчује се. У књижевном арапском језику партицип активни се врло често употребљава уместо личних глаголских облика, тј. као еквивалент имперфекту. Када је употребљен глаголски, а односи се на људска бића, у множини увек има облик правилне множине мушког или женског рода. Када је употребљен у функцији личног глаголског облика, код прелазних глагола он задржава своју објекатску рекцију.
Код трорадикалних глагола у првој глаголској врсти универзална формула за грађење партиципа је :
| Множина | Једнина | Број/род |
| ------- | ------- | -------- |
| فَاعِلُونَ  | فَاعِلٌ    | м.       |
| فَاعِلاتٌ  | فَاعِلَةٌ   | ж.       |

Партицип активни када је атрибутивно употребљен, као глаголски придев, врши функцију релативних реченица где се синтаксички понаша као придев. Када се не односи на људска бића већ на животиње и апстрактне појмове, партицип активни има сломљену множину или облик спољашњег плурала женског рода.

### Партицип пасивни
Партицип пасивни је глаголски придев, којим се глаголска радња везује за свој предмет при чему се не указује на вршиоца радње и на њен временски аспекат. Када се односе на људска бића партицип пасивни има спољашњу множину мушког или женског рода. Када се односи на животиње и апстрактне појаве, овај партицип има сломљену множину или облик спољашње множине женског рода. 
За трорадикалне глаголе прве врсте образац грађења партиципа пасивног је следећи:
| Множина | Једнина | Број/род |
| ------- | ------- | -------- |
| مَفْعُولُونَ | مَفْعُولٌ   | м.       |
| مَفْعُولاتٌ | مَفْعُولَةٌ  | ж.       |

Својствено му је придевско значење и употреба, као и придевска синтакса, било да се јавња уз именицу или као предикат у реченици. Његов придевски смисао може да прерасте и у самостални придев, при чему се његова веза са изворним глаголом покаткад потпуно губи. Као и партицип активни, и партицип пасивни има тенденцију поименичавања. Када се налази у својству придева а односи се на људска бића, има суфиксалну множину мушког или женског рода, а ако се односи на апстрактне именице има сломљену множину или спољашњу множину женског рода.

## Имена
Према арапској граматици, традицији, врсте речи су подељене на три темељне групе: имена, глаголе и честице, као што је већ речено. Имена се у арапском језику јављају у одређеном и неодређеном виду. Неодређени вид указује на неодређеност имена и морфолошки најчешће се обележава тзв. нунацијом. Нунација је консонантска морфема која стоји на крају речи „-н”, у једнини му у зависности од падежа претходи један од кратких вокала- за номинатив „у”, за генитив „и” а за акузатив „а”. Овај морфем има функцију неодређеног члана. У другим граматичким бројевима попут двојине и множине, неодређена имена нису обележена истим крајњим морфемом, негде је н одсутан. Постоје и имена под називом nomina diptota, која у неодређеном виду не поседују нунацију већ се завршавају на кратки вокал. Основно обележје одређености имена је морфем „ал” тзв. одређени члан. Он се додаје као префикс на име, приликом чега се губи нунација а одређено име се завршава кратким вокалом. Он не мења нагласак речи, већ ближе одређује име.
Имена се према синтаксичком смислу деле на шест врста, а то су:
1. Именица (إِسْمٌ)
2. Придев (صِفَةٌ)
3. Број (إِسْمُ العَدَدِ)
4. Показне заменице (إِسْمُ الإِشارَةِ)
5. Односне заменице (إِسْمُ مَوْصُولِ)
6. Личне заменице (ضَمِير)

По пореклу имена су 1) примитивна, тј неизведена из других облика, или 2) изведена, настала од других форми.
Примитивна имена могу бити само именице док се деривирана имена изводе из глагола, других имена, цестица. Могу бити именице, глаголски придеви (партиципи), придеви, заменице и бројеви.

### Род имена
Именице, придеви и заменице разликују се по роду. У арапском језику разликују се два граматичка рода, мушки и женски. У зависности од тога да ли се односе на мушки или женски род, речи које разликују род налазе се у одговарајућим облицима рода. Утврђивање граматичког рода врши се на основу значењског, употребног и морфолошког критеријума. Именице се деле на оне оне које су само мушког рода, на оне које су само женског рода и на оне које су у употреби у оба рода.
Именице мушког рода немају неке само њима карактеристичне облике, с обзиром на то да се неке од њих употребљавају и за женски род. За разлику од њих, именице женског рода изводе се са одређеним наставцима из одговарајућих именица мушког рода.

### Именице женског рода
Да би нека именица била женског рода она мора да задовољи одређене критеријуме. Најбитнији критеријуми су: морфолошки критеријум, критеријум значења (природни род) и критеријум устаљене употребе.
Морфолошки критеријум - основно обележје овог критеријума јесте карактеристични наставак „-ат-ун”, на пример:
- كُلِّيَةٌ - факултет
- مَدِينَةٌ - град

Постоји одређен број именица са овим наставком које су због свог значења у арапско-исламској култури, мушког рода. На пример:
- خَلِفَةٌ - халифа
- عَلاَّمَةٌ - учен човек

Женског рода су и именице које се завршавају на „ā”, а тај завршетак не припада корену речи:
- ذِكْرَى - сећање
- نَجْوَى - сан

Именице које се завршавају на „-а’у” такође су женског рода, под условом да тај наставак није део корена речи:
- حَمْرَاءُ - црвена
- صَحْرَاءُ - пустиња

Критеријум значења - под овим критеријумом се подразумевају именице чији појмовни садржај природно или традиционално може бити доведен у везу са женским полом.
- أُمٌّ - мајка
- أُخْتٌ - сестра
- بِنْتٌ - ћерка, девојчица
- حَامِلٌ - трудница

Називи неких топонима, пре свега имена градова, земаља, острва се сматрају женског рода јер су део двочлане денитивне синтагме у којој се на месту регенса (првог члана) налазе именице општег значаја:
- أَرْضٌ - земља
- بَلَدَةٌ - земља, град
- جَزِيرَةٌ - острво
- قَرْيَةٌ - село

При томе први члан синтагме одређује њен род. Међутим, неки топоними због своје неодређености у роду, употребљавају се у мушком роду. То су углавном називи држава (Јемен се употребљава и у мушком и у женском роду). Женског рода су и називи племена у преисламској Арабији. Парни делови и органи тела су такође женског рода. Као једнином женског рода, граматичари сматрају све облике сломљене или унутрашње множине именица које се не односе на људска бића.
Критеријум устаљене употребе - у ову категорију спада одређен број именица које се употребљавају у женском роду, али се неке од њих понекад могу употребити и у мушком роду.
- شَمْسٌ - Сунце
- نَفْسٌ - душа
- حَرْبٌ - рат
- دَارٌ - кућа

Неодређени род - у арапском језику постоје именице неодређеног односно општег рода. Дакле, оне не би требало да разликују мушки и женски род. У пракси није тако. Често се јавља тенденција именице неодређеног рода да пређу у мушки или женски род. На основу морфолошког критеријума даје се предност мушком роду. Општег рода су збирне именице и праве збирне именице које означавају разумна бића. Називи слова арапског алфабета су такође неодређеног рода, мада се употребљавају као женски род.

### Број именице
У арапском језику карактеристичан је троделни систем броја именице. Поред једнине (ар. أَلْمُفْرَدُ) и множине (ар. أَلْجَمْعُ), у систему броја именице арапског књижевног језика постоји и двојина (ар. أَلْمُثْنَّى).

#### Двојина
Облици двојине служе да се уместо броја два искажу две јединке, односно два појма. Двојина је застарела граматичка категорија која је скоро ишчезла у већини савремених језика, у чијим је старијим развојним фазама постојала. У говорним дијалектима употреба двојине је је доста смањена, док се у књижевном арапском језику она у потпуности очувала. 
Двојина имена се гради тако што се на облике једнине мушког или женског рода додају следећи наставци:
| Наставак | Падеж            |
| -------- | ---------------- |
| ـَانِ      | Номинатив        |
| ـَيْنِ      | Генитив/Акузатив |

Код именица женског рода које се завршавају на „–ат–ун” - ـَةٌ, приликом додавања двојинских наставака такозвано округло „т” - ة у писању прелази у „т” - ت на пример:
| женски       | женски         | мушки        | мушки          | род              |
| Одређени вид | Неодређени вид | Одређени вид | Неодређени вид | Падеж            |
| ------------ | -------------- | ------------ | -------------- | ---------------- |
| المَدْرَسَتانِ    | مَدْرَسَتانِ        | الكِتَابَانِ     | كِتابَانِ         | Номинатив        |
| المَدْرَسَتَيْنِ    | مَدْرَسَتَيْنِ        | الكِتَابَيْنِ     | كِتَابَيْنِ         | Генитив/Акузатив |

Номина диптота са карактеристичним наставком ـَاءُ - „-ā'у” трпи одређене измене, тако што непостојани консонант хамза прелази у полувокал „w”, а ређе остаје непромењено.
Постоје случајеви у којима се два различита појма, а која су чврсто повезана, конвенционално означавају дуалом само једне од двеју именица којима се именују.

#### Множина
Множина арапских имена се јавља у двама облицима. У облику облику спољашње (суфиксалне) и унутрашње (сломљене) множине. Спољашња множина се назива још и правилна множина, док се унутрашња множина обично зове и неправилна множина. Нека имена имају само спољашњу или само унутрашњу множину.

##### Суфиксална множина мушког рода
За именице мушког карактеристични наставци се додају на једнину. Додавање одређеног члана не утиче на промену облика за множину. Наставци за множину су:
| Наставак | Падеж            |
| -------- | ---------------- |
| ـُونَ      | Номинатив        |
| ـِينَ      | Генитив/Акузатив |

Јављају се и именице мушког рода које формално исказују облике множине женског рода. Спољашња множина се готово увек везује за речи којима се означавају људска бића или појмови везани искључиво за људе.

##### Суфиксална множина женског рода
Код именица женског рода наставци за множину се додају непосредно на једнину. Приликом додавања одређеног члана реч губи нунацију. Када се именица завршава на округло „т”, оно се мења у „-āт-ун” - ـَاتٌ. Наставци за множину су:
| Наставак | Падеж            |
| -------- | ---------------- |
| ـَاتٌ      | Номинатив        |
| ـَاتٍ      | Генитив/Акузатив |

Суфиксалну множину именица женског рода имају и поједине категорије именица као и неке појединачне именице. То су: именице које се завршавају наставцима карактеристичним за женски род, имена женског рода, називи месеци исламског календара, имена слова арапског алфабета, све глаголске именице које се завршавају наставком ـَة, многе именице страног порекла, неки деминутиви именица које су изворно мушког рода, многе именице мушког рода које немају сломљену множину.

##### Сломљена множина
Именице са овом множином настају тако што трпе одређене унутрашње промене. Што се тиче самог грађења множине, не постоје стриктна правила као што не постоји обавезна корелација међу облицима једнине и сломљене множине. Сходно томе, препоручује се да уз облике једнине именице запамтите и њен облик множине. На пример:
| Множина | Једнина |
| ------- | ------- |
| طُلابٌ    | طَالِبٌ    |
| كُتَّابٌ    | كَاتِبٌ    |
| كُتُبٌ     | كِتَابٌ    |

Неке именице могу поседовати и више облика сломљене множине који могу бити подједнако у употреби. Овој категорији множине карактеристичан је врло изражен смисао збирности.

### Деклинација имена
Деклинација је промена речи по падежима. Арапски језик одликују три падежа, мада постоји могућност да се вокатив издвоји као засебан падеж али за то тренутно нема основе јер се он разликује само у семантици. Битно је не мешати и не изједначавати арапске падеже са онима из европских језика јер они не одговарају у потпуности једни другима. Падежи у арапском су:
- номинатив - ألمَرْفُوعُ
- генитив - ألمَجْرُورُ
- акузатив - ألمَنْضُوبٌ

Деклинација имена може бити потпуна (тропадежна) и непотпуна (двопадежна). Постоји одређен број именица и придева које се не мењају по падежима.

#### Тропадежне именице
Тропадежне именице или nomina triptota поседују потпуну деклинацију. То су именице које се у неодређеном виду завршавају нунацијом, поседују одређени члан или оне које су у улози регенса генитивне везе. У говорном језику се деклинацијски наставци не говоре. Ово се може применити и у књижевном језику код именице у паузалној форми, иза ње следи логички пресек у говору.
Деклинација неодређених именица:
| Женски род | Мушки род | Падеж    |
| ---------- | --------- | -------- |
| مَدْرَسَةٌ      | كِتابٌ      | Номиатив |
| مَدْرَسَةٍ      | كِتابٍ      | Генитив  |
| مَدْرَسَةً      | كِتاباً     | Акузатив |

Деклинација одређених именица:
| Женски род | Мушки род | Падеж    |
| ---------- | --------- | -------- |
| المَدْرَسَةُ    | الكِتابُ    | Номиатив |
| المَدْرَسَةِ    | الكِتابِ    | Генитив  |
| المَدْرَسَةَ    | الكِتابَ    | Акузатив |

#### Двопадежне именице
Двопадежне именице или nomina diptota су именице и придеви који се у неодређеном виду завршавају кратким вокалом уместо нунацијом. У неодређеном виду имају један облик за номинатив, и један за генитив и акузатив. Уколико су у одређеном виду кроз облик одређеног члана или као регенс генитивне везе понашају се као тропадежне именице.
Деклинација неодређене именице:
| Именица | Падеж            |
| ------- | ---------------- |
| صَحْراءُ   | Номинатив        |
| صَحْراءَ   | Генитив/Акузатив |

Деклинација одређене именице:
| Именица | Падеж     |
| ------- | --------- |
| الصَحْراءُ | Номинатив |
| الصَحْراءِ | Генитив   |
| الصَحْراءَ | Акузатив  |

## Генитивна веза
Генитивна веза је начин којим се повезују именице у арапском језику. Ову синтагму чине две именице где се прва (регенс) додаје другој (ректум) и одређује је овим односом. Друга именица је увек у генитиву. Регенс праве генитивне везе никад не поседује одређени члан већ је граматички увек одређен на основу свог статуса али такође нема ни нунацију. Ректум, с друге стране, може бити одређен и неодређен. На основу његове одређености или неодређености цела генитивна веза се сматра одређеном, то јест неодређеном. На промер:
| неодређена генитивна веза | књига (неке) студенткиње | كِتَابٌ طَالِبَةٍ   |
| неодређена генитивна веза | кућа (неког) човека      | بَيْتُ رَجُلٍ      |
| одређена генитивна веза   | књига (ове) студенткиње  | كِتَابُ الطَّالِبَةِ |
| одређена генитивна веза   | кућа (овог) човека       | بَيْتُ الرَّجُلِ    |

Што се тиче падежне промене, само регенс подлеже њој док је ректум увек у генитиву. Двопадежне именице на месту регенса имају тропадежну промену. Род генитивне везе одређује род именице у регенсу. Именице које су у дуалу или у облику спољашње множине губе крајњи консонант „н“ – ن, који је карактеристичан за ове облике. Између регенса и ректума не може бити уметнуто ништа осим показне заменице која је везана за ректум. Све што се односи на регенс иде иза ректума, где предност имају додаци ректума, па затим додаци регенса.
Постоје и сложене генитивне везе сачињене од двеју или више генитивних веза. Код ових веза последњи ректум је у исто време и регенс за наредни. Из овога происходи да само последњи ректум може бити одређен, док они претходни подлежу правилима регенса те не могу имати одређени члан. Генитивна веза је конструкција којом се изражавају многи односи и поседује широка значења. Поред праве генитивне везе јавља се и неправа или квази генитивна веза која уместо именице на месту регенса има придев. Ректум у овој вези има улогу ближег одређивања придева.

## Заменице

### Личне заменице
Ове заменице се убрајају у одређена, непроменљива имена. У арапском језику постоји и облик двојине личних заменица, као и посебни облици за мушки и женски род у другом лицу једнине. У свом основном и самосталном облику јављају се само у номинативу, субјективна функција. У генитиву и акузативу се јављају као заменички суфикси. Заменице могу бити растављене односно самосталне или спојене односно префикси и/или суфикси. Личне заменице се разликују по падежима и у неким случајевима у роду и броју. 
Самостални облик личних заменица:
| Множина | Двојина | Једнина | Лице     |
| ------- | ------- | ------- | -------- |
| نَحْنَ     | /       | أّنا     | 1. л. м. |
| أَنْتُمْ    | أَنْتُمَا   | أَنْتَ     | 2. л. м. |
| أَنْتُنَّ    | أَنْتُمَا   | أَنْتِ     | 2. л. ф. |
| هُمْ      | هُمَا     | هُوَ      | 3. л. м. |
| هُنَّ      | هُمَا     | هِيَ      | 3. л. ф. |

Заменички суфикси:
| Множина | Двојина | Једнина | Лице     |
| ------- | ------- | ------- | -------- |
| نا      | /       | ي/نِي    | 1. л.    |
| كُمْ      | كُمَا     | كَ       | 2. л. м  |
| كُنَّ      | كُمَا     | كِ       | 2. л. ф. |
| هُمْ      | هُمَا     | هُ       | 3. л. м. |
| هُنَّ      | هُمَا     | هَا      | 3. л. ф. |

Заменички суфикси употребљени у генитиву су у ствари ректуми генитивних веза, чији су регенси друге именске речи или предлози. У овом облику најчешћу представљају присвојне заменице. Када заменички суфикс додамо на глаголске облике они су тада у акузативу и имају функцију директног објекта.

### Присвојне заменице
У арапском језику постоје два типа показних заменица. први означава ближе предмете, а други даље. Када стоје испред одређене именице, показне заменице се понашају као придеви и слажу се са њом. Њихова функција јесте функција субјекта у именској реченици и субјекта или објекта у глаголској. Показна заменица је једина реч која може да стоји између регенса и ректума у генитивној вези.
Показне заменице за близину:
| Множина | Двојина     | Једнина | Род |
| ------- | ----------- | ------- | --- |
| هَؤُلاءِ   | هَذَانِ / هَذَيْنِ | هَذَا     | м.  |
| هَؤُلاءِ   | هَتَانِ / هَتَيْنِ | هَذِهِ     | ж.  |

Показне заменице за даљину:
| Мнозина | Двојина     | Једнина | Род |
| ------- | ----------- | ------- | --- |
| أُولئِكَ   | ذَانِكَ / ذَيْنِكَ | ذَلِكَ     | м.  |
| أُولئِكَ   | تَانِكَ / تَيْنِكَ | تِلْكَ     | ж.  |

Ове заменице у свим падежима имају исти облик, поред једнине и множине имају и дуалски облик који је променљив по падежима.

### Односне заменице
Односне заменице су непроменљиве по падежима, осим дуала, и стоје иза речи коју означавају. Највише се употребљавају у синдетским односним реченицама.
Придевске односне заменице:
| Множина | Дуал            | Једнина | Број |
| ------- | --------------- | ------- | ---- |
| أَلَّذِينَ   | أَللّذَانِ / أَللّذَيْنِ | أَلَّذِي    | м.   |
| أَللاَّتِي  | أللَّتَلنِ / أَللَّتَيْنِ | أَلَّتِي    | ж.   |

Именичке односне заменице су формално непроменљиве али могу бити употребљене у номинативу, генитиву и акузативу. У неким случајевима могу бити употребљене као придевске односне заменице.
| ко  | مَن |
| шта | مَا |

### Упитне заменице
У арапском језику упитне заменице имају исте основне облике као односне заменице али им је првобитно значење упитно. То су:
| ко?        | مَن       |
| шта?       | مَا       |
| који/која? | اَيٌّ / أَيَّةٌ |

Упитна заменица مَا може да се нађе иза предлога при чему има следеће облике:
| зашто?  | لِمَا  |
| чиме?   | بِمَا  |
| у чему? | فِيمَا |
| о чему? | عَمَّا  |
| зашто?  | عَلاَمَ |

## Придеви
Придеви су речи које означавају особину појма означеног именицом уз коју стоје. Нису самостални, а у реченици врше службу атрибута или дела именског предиката. Придеви род, број и падеж добијају од именице уз коју стоје. У арапском језику придеви се уче као као самосталне речи. Неретко партиципи основне и проширених врста поседују функцију придева.
| хладан | بَارِدٌ |
| добар  | صَالِحٌ |
| поштен | عَادِلٌ |

Образац فَعِيلٌ је врло чест код образовања придева, мада се из њега могу извести и именице. 
| дугачак | طَويلٌ |
| славан  | عَظِيمٌ |
| леп     | جَمِيلٌ |

Према обрасцу فَعُولٌ граде се придеви који означавају интензитет. Мушки и женски род имају исти облик.
| веома лењ      | كَسُولٌ |
| лажљив         | كَذُوبٌ |
| веома захвалан | شَكُورٌ |

Придеви који означавају боје граде се на специфичан начин према следећој форми:
| Значење | Множина | Једнина ж. | Једнина м. |
| ------- | ------- | ---------- | ---------- |
| бео     | بِيضٌ     | بَيْضاءُ      | أَبْيَضُ       |
| црвен   | حُمءرٌ    | حَمْراءُ      | أَحْمَرُ       |
| зелен   | خُضْرٌ     | خَضْراءُ      | أَخْضَرُ       |
| плав    | زُرْقٌ     | زَرْقاءُ      | أَزْرَقُ       |
| црн     | سُودٌ     | سَوْداءُ      | أَسْوَدٌ       |
| жут     | صُفْرٌ     | صَفْراءُ      | أَصْفَرُ       |

### Слагање придева
Придеви се са именицом коју описују слажу у роду, броју, падежу, одређености и неодређености. Његове основне функције су: атрибутивна и предикатска у именској реченици. У одређености и неодређености придеви се слажу у потпуности са именицом. Што се тиче рода, и као атрибут и као предикат, придев се слаже са именицом. Множине именица које се не односе на људска бића посматрају се као једнина женског рода. Слагање у падежу је потпуно када се придев понаша као атрибут уз именицу.

### Компарација придева
Компаратив и суперлатив трорадикалних придева граде се од универзалног придевског облика који се у арабистици назива елатив. Он представља појачање придевског значења. Елатив када је употребљен ван компаративне и суперлативне функције може и самостално да стоји при чему има ослабљено значење, прозитив.
Облици елатива:
| Род   | Множина        | Двојина | Једнина |
| ----- | -------------- | ------- | ------- |
| м. р. | أَفْعَلونَ / أَفاعِلُ | أَفْعَلانِ  | أَفْعَلُ    |
| ж. р. | فُعْلَيَاتٌ / فُعَلٌ   | فُعْلَيانِ  | فُعَلَى    |

#### Компаратив
Компаратив у арапском језику се гради тако што се иза елатива додаје предлог„од“ - ْمِن, чиме се врши поређење. Када елатив има функцију компаратива увек се налази у облику мушког рода.
| Компаратив |
| ---------- |
| أَفْعَلُ مِنْ    |

- .أَلطَّالِباتُ أَكْثَرُ مِنْ أَلطَّلِبِينَ
- Студенткиња има више него студената.

#### Суперлатив
У арапском језику суперлатив се може градити на два начина: генитивном везом и атрибутивном синтагмом. Суперлатив се генитивном везом гради тако што се за регенс узима непроменљив елатив а ректум је именица, која може бити у одређеном генитиву једнине или у одређеном или неодређеном генитиву множине. Атрибутивну синтагму образују именица и уз њу атрибутивно употребљен елатив, које се са именицом слаже по свим правилима слагаља придева у арапском језику.
Суперлатив генитивном везом:
| Множина       | Једнина    | Лица  |
| ------------- | ---------- | ----- |
| أَفْضَلُ الطُّلاَّبِ   | أَفْضَلُ طَالِبٍ  | м. р. |
| أَفْضَلُ الطَّالِباتِ | أَفْضَلُ طَالِبَةٍ | ж. р. |

Суперлатив атрибутивном синтагмом:
| Множина           | Једнина        | Лице  |
| ----------------- | -------------- | ----- |
| أَلطُّلاَّبُ الأَفْضَلُونَ   | أَلطَّالِبُ الاَفْضَلُ  | м. р. |
| أَلطَّالِبَاتُ تافُضْلَياتُ | أَلطَّالِبَةُ الفُضْلَى | ж. р. |

### Нисба
Нисба је придев који указује на постојање неког односа међу речима, однос припадности, порекла, сродности итд. Граде се од именица али у новије време се граде и од других врста речи. Женски облик нисбе се често користи у арапском као именица која се односи на концепте, најчешће одговара онима које се завршавају на -изам.
| ж. р. | м. р. |
| ----- | ----- |
| يَّةٌ    | يٌ     |

Код именица које се завршавају карактеристичним наставком -ة овај суфикс се губи испред наставка за нисбу.
- تِجارَةٌ - تِجارِيٌّ - трговачки
- جَامِعَةٌ - جَامِعِيٌّ - универзитетски

Она се махом изводи из именица у једнини, мада постоје примери извођења ових придева из облика сломљене множине, уз могуће семантичке и употребне разлике.
- دَوْلَةٌ - دَوْلِيٌّ - државни
- دُوَلٌ - دُوَلِيٌّ - међународни